# جان مک‌فرسون، بارونت اول

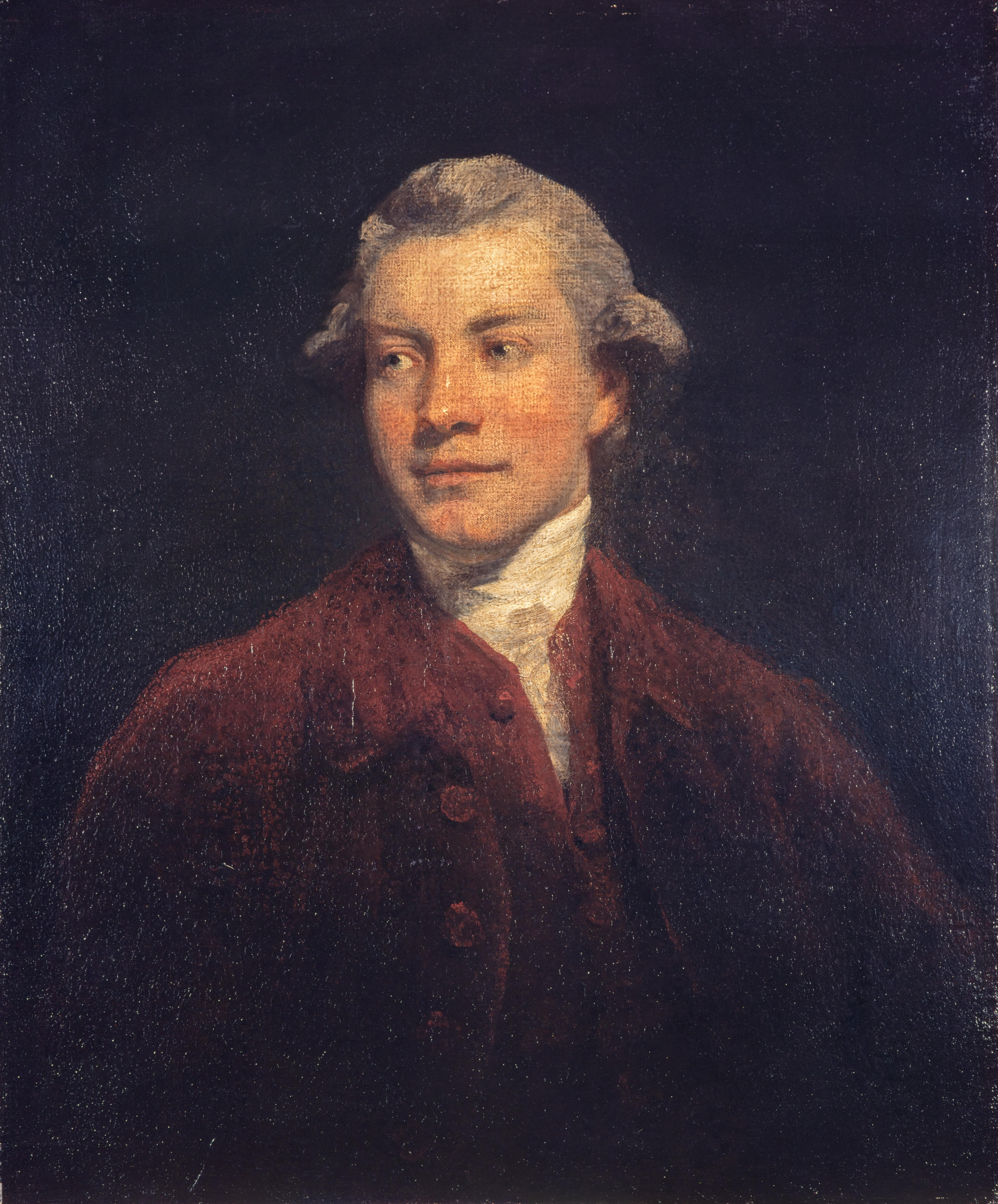
پرترهٔ سر جان مک‌فرسون، بارونت اول - ۱۷۷۹

سر جان مک‌فرسون، بارونت اول (به انگلیسی: Sir John Macpherson, 1st Baronet) (۱۷۴۵–۱۲ ژانویه ۱۸۲۱)، دیپلمات و مدیر ارشد بریتانیایی در هند بود. او از سال ۱۷۸۵ تا ۱۷۸۶ سرپرست فرمان‌داری بنگال بود.

## زندگی‌نامه
مکفرسون در سال ۱۷۴۵ در اسلیت در جزیره اسکای، جایی که پدرش، جان مکفرسون (۱۷۱۳–۱۷۶۵) وزیر بود، به دنیا آمد. مادر او ژانت، دختر «دونالد مکلئود» از شهر برنرا بود.
او پایان‌نامه‌های انتقادی دربارهٔ منشأ، آثار باستانی، زبان، حکومت، آداب و مذهب کالدونی‌های باستان، نسل‌های آنها، عکس‌ها، و هم چنین دربارهٔ اسکاتلندی‌های بریتانیایی و ایرلندی، در سال ۱۷۶۸ در لندن منتشر کرد و آواز موسی را نیز در شعر لاتین برگردان کرد.